# Sanctuary (Texas)
Sanctuary és una població dels Estats Units a l'estat de Texas. Segons el cens del 2000 tenia 256 habitants.

## Demografia
Segons el cens del 2000, Sanctuary tenia 256 habitants, 99 habitatges, i 80 famílies. La densitat de població era de 380,2 habitants per km².
Dels 99 habitatges en un 33,3% hi vivien nens de menys de 18 anys, en un 70,7% hi vivien parelles casades, en un 7,1% dones solteres, i en un 18,2% no eren unitats familiars. En el 17,2% dels habitatges hi vivien persones soles el 6,1% de les quals corresponia a persones de 65 anys o més que vivien soles. El nombre mitjà de persones vivint en cada habitatge era de 2,59 i el nombre mitjà de persones que vivien en cada família era de 2,88.
Per edats la població es repartia de la següent manera: un 23,4% tenia menys de 18 anys, un 8,6% entre 18 i 24, un 24,6% entre 25 i 44, un 30,5% de 45 a 60 i un 12,9% 65 anys o més.
L'edat mediana era de 41 anys. Per cada 100 dones de 18 o més anys hi havia 98 homes.
La renda mediana per habitatge era de 51.667 $ i la renda mediana per família de 54.063 $. Els homes tenien una renda mediana de 36.406 $ mentre que les dones 26.250 $. La renda per capita de la població era de 17.951 $. Aproximadament el 5,4% de les famílies i el 7,8% de la població estaven per davall del llindar de pobresa.

## Poblacions més properes
El següent diagrama mostra les poblacions més properes.